# Млечкова вечерница
Млечковите вечерници (Hyles euphorbiae) са вид насекоми от семейство Вечерници (Sphingidae).
Таксонът е описан за пръв път от Карл Линей през 1758 година.

## Подвидове
- Hyles euphorbiae euphorbiae